# 水雲玄采糕
水雲玄采糕是香港一種小吃，由鏞記酒家首創，在1998年日本琉球水雲大賞得白金奬。材料全是黑色的，用上水雲、黑芝麻、首烏，倒在一個黑色的陶缽中，外形像黑色砵仔糕，味道香滑。